# Fontaine de tempérance à Washington
La fontaine de tempérance située à Washington, fait partie d'une série de fontaines de tempérance (en) installées aux États-Unis. Celle installée à Washington a été réalisée grâce à un don à la ville en 1882 par Henry D. Cogswell (en) , un dentiste de San Francisco, en Californie, qui fut considéré comme l'un des croisés de la Ligue de tempérance.
Ce mouvement dont les revendications contre la consommation d'alcool se firent jour aux États-Unis au XVIIIe siècle prit de plus en plus d'ampleur au siècle suivant.  En installant cette fontaine permettant aux gens d'avoir accès facilement à l'eau potable, Cogswell voulait ainsi leur éviter de consommer des boissons alcoolisées. De la sorte, il fit don de ces fontaines à plusieurs villes américaines dont certaines ont été désinstallées par la suite après avoir été érigées.